# 臼井雅基
臼井雅基（日语：／ Usui Masaki，1964年10月8日—），日本男性配音員、播報員。出身於奈良縣。曾隸屬於大阪電視人才局。身高176cm。A型血。

## 來歷、人物
出道以來一直是大阪電視人才局所屬，也曾經是奈良電視台所屬的合約播報員。作為配音員，他專門為SNK和SNK Playmore格鬥遊戲的角色配音，特別是在該公司的熱門格鬥遊戲《格鬥天王》系列裡，從《94》到《XIII》，長期擔任崎亮和大門五郎的這兩個角色。
甲南大學企管學院畢業。
興趣：觀賞電影。特長：演奏小號、吉他、貝斯。喜歡的運動：滑雪。

## 演出
粗體字表示主要角色。

### 遊戲
- 龍虎之拳系列（1992年—1996年，崎亮、約翰·葛羅利（日语：ジョン・クローリー））
- 侍魂系列（1993年—2008年，霸王丸〈初代—閃〉、服部半藏（日语：服部半蔵 (サムライスピリッツ)）〈初代—閃〉、天崩地裂（日语：アースクェイク (サムライスピリッツ)）〈初代—真〉、黑子（日语：黒子 (サムライスピリッツ)）〈初代—斬紅郎無雙劍〉）
- 餓狼傳說SPECIAL（日语：餓狼伝説スペシャル）（1993年，坂崎良）
- FIGHT FEVER（日语：ファイトフィーバー）（1994年，空手健兒）
- 格鬥天王系列（1994年—2010年，坂崎良〈'94—XI、XIII〉、大門五郎（日语：大門五郎）〈'94—XIII〉、服部半藏）
- BATTLE HIT（日语：バトルヒート）（1994年）
- 餓狼傳說 WILD AMBITION（日语：餓狼伝説 WILD AMBITION）（1999年，第二代空手道先生）
- 武力 ～BURIKI ONE～（日语：武力 〜BURIKI ONE〜）（1999年，坂崎亮）
- CAPCOM VS. SNK（日语：CAPCOM VS. SNK）系列（2000年—2001年，坂崎亮）
- SNK VS. CAPCOM SVC CHAOS（日语：SNK VS. CAPCOM SVC CHAOS）（2003年，坂崎亮、天崩地裂）
- NeoGeo Battle Coliseum（日语：ネオジオバトルコロシアム）（2005年，第二代空手道先生、霸王丸）

### 新聞節目
過去演出節目
- 新聞線上（日语：NEWSライン）（奈良電視台）

其他焦點新聞等

## 外部連結
- （日語）—WEB THE TELEVISION（日语：ザテレビジョン）
- （日語）—goo人名事典